# Krivoseinói járás

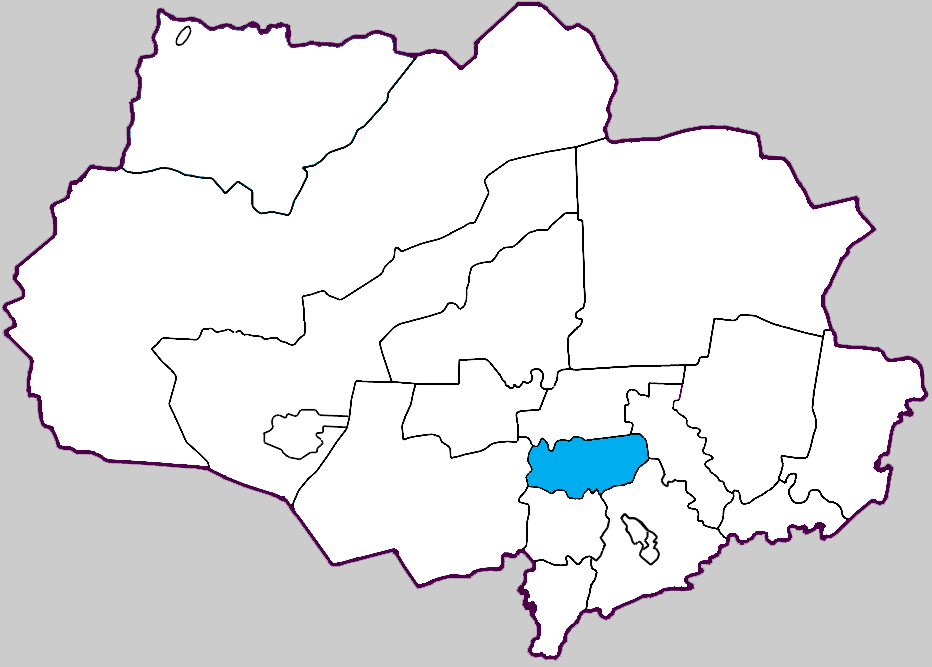
A Krivoseinói járás a Tomszki területen

A Krivoseinói járás (oroszul Кривошеинский район) Oroszország egyik járása a Tomszki területen. Székhelye Krivoseino.

## Népesség
- 1989-ben 19 332 lakosa volt.
- 2002-ben 15 848 lakosa volt.
- 2010-ben 13 285 lakosa volt.